# Markus Feulner
Markus Feulner (Scheßlitz, 12 febbraio 1982) è un ex calciatore tedesco, di ruolo centrocampista.

## Carriera
Nel 2003 ha vinto la Bundesliga e la Coppa di Germania con il Bayern Monaco. Nel 2011 ha vinto la Bundesliga con il Borussia Dortmund prima di passare al Norimberga.
Il 26 maggio 2014 il giocatore passa all'Augusta, firmando un contratto biennale.

## Palmarès

### Club
- Campionato tedesco: 2

Bayern Monaco: 2002-2003
Borussia Dortmund: 2010-2011
- Coppa di Germania: 1

Bayern Monaco: 2002-2003